# Tulnici
Tulnici – wieś w Rumunii, w okręgu Vrancea, w gminie Tulnici. W 2011 roku liczyła 2253
mieszkańców.